# 反浪费反保守运动

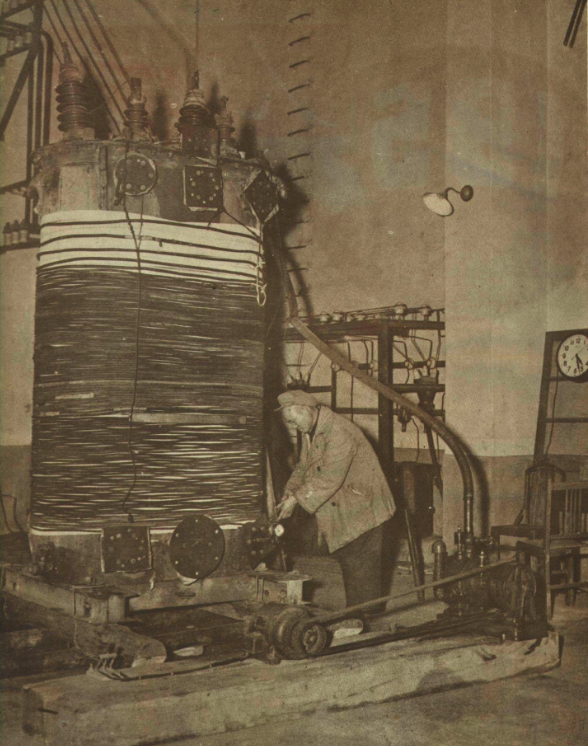
1952年唐山发电厂相应增产节约运动

反浪费反保守运动（简称双反运动）是中华人民共和国在1958年进行的一场政治运动。是更大范围的全民整风运动的一个部分。
1958年2月1日，第一届全国人民代表大会第五次会议在北京召开，国务院副总理李先念在大会上作《关于1957年国家预算执行情况和1958年国家预算草案的报告》其中提出“反保守，反浪费，用大规模的增产节约运动来保证实现1958年的国家预算”。2月18日，《人民日报》发表社论《反浪费反保守是当前整风运动的中心任务》，提出“经过前两个阶段的大争大辩，群众的觉悟大大提高了。在十五年赶上英国和苦战三年、改变面貌的伟大号召的鼓舞下，群众不能不要求生产和工作的大跃进，不能不反浪费反保守。灿烂的思想政治之花，必然结成丰满的经济之果，这是完全合乎规律的发展。”。
3月3日，中共中央发出《关于开展反浪费、反保守运动的指示》，指出双反运动的性质是“一个社会主义的生产大跃进和文化大跃进的运动”，提出用两到三个月的时间在全国开展“反浪费、反保守、比先进、比多快好省地建设社会主义的运动。指示还强调要采用“群众大鸣大放、大字报、大辩论、开现场会议和展览会等等形式，揭露和批判浪费、保守的现象和它们的危害性”。 
4月2日，中共中央发出《关于整风问题的指示》，指出“各部门，在目前的“双反”运动告一段落后，应当及时地转入整风的第四阶段”。 5月5日，中国共产党第八次全国代表大会第二次会议在北京召开，大会确立了“鼓足干劲、力争上游、多快好省地建设社会主义”的总路线。
双反运动在各个领域开展，在党政军机关，主要是克服官僚主义、宗派主义和主观主义作风，以及克服官气、暮气、阔气、骄气、娇气，推行各级干部种试验田；在民主党派、宗教界，主要开展“自我改造”和“向党交心”活动。在工矿企业，批判右倾保守思想，制定出适合生产大跃进的1958年生产计划。